# Боуи, Эндрю
Эндрю Кэмпбелл Боуи (англ. Andrew Campbell Bowie; род. 28 мая 1987, Абердиншир, Абердиншир) — британский политик, член Консервативной партии.

## Биография
8 июня 2017 года победил на парламентских выборах в шотландском округе Западный Абердиншир и Кинкардин с результатом 47,9 %, лишив мандата его обладателя, представителя Шотландской национальной партии Стюарта Дональдсона, сумевшего заручиться поддержкой 32,5 % избирателей.
В августе 2019 года стал заместителем председателя Консервативной партии по вопросам молодёжи, но 10 июня 2021 года объявил об отказе от должности в знак несогласия с действиями премьер-министра Бориса Джонсона в связи с вынужденной отставкой Оуэна Патерсона.
28 октября 2022 года назначен парламентским помощником министра внешней торговли, с 7 февраля 2023 года по 5 июля 2024 года — парламентский помощник министра энергетической безопасности и углеродной нейтральности.
4 июля 2024 года переизбран в прежнем округе, набрав 35,6 %.
5 ноября 2024 года при формировании теневого кабинета Кеми Баденок назначен теневым министром по делам Шотландии.